# Mysterio
Mysterio (Quentin Beck) es un supervillano ficticio que aparece en los cómics estadounidenses publicados por Marvel Comics. Creado por Stan Lee y Steve Ditko, el personaje apareció por primera vez en The Amazing Spider-Man #13 (junio de 1964).En sus apariciones en los cómics, él es un ex artista de efectos especiales, ilusionista y actor que recurre al crimen. Es uno de los enemigos más duraderos del superhéroe Spider-Man y pertenece al colectivo de adversarios que componen su galería de villanos. También es miembro fundador del equipo de supervillanos Seis Siniestros, y ha luchado contra otros héroes, incluido Daredevil. En Wolverine: Old Man Logan, un Mysterio alternativo sirve como el archienemigo de Viejo Logan, un Wolverine anciano engañado por Mysterio para matar al resto de los X-Men, con otro Mysterio alternativo sirviendo como el villano de Spider-Man: Fake Red, convirtiéndose en Venom.
El personaje ha sido adaptado en varias encarnaciones mediáticas, incluidas películas, series de televisión y videojuegos, con Mary Kate Wiles prestando su voz a una encarnación compuesta original de Mysterio llamada Frances Beck, hija de Quentin Beck en  Ultimate Spider-Man en 2016. Jake Gyllenhaal interpretó a Mysterio en la película del Universo cinematográfico de Marvel, Spider-Man: lejos de casa (2019).

## Historial de publicación
Mysterio fue creado por Stan Lee y Steve Ditko y aparece por primera vez en The Amazing Spider-Man # 13 (junio de 1964). Más tarde se confirmó que los alienígenas vistos en The Amazing Spider-Man # 2 habían sido Mysterio y sus hombres disfrazados; se reveló que había sido contratado por Tinkerer para disfrazarse de extraterrestre y descubrir secretos militares e industriales. Al igual que Electro, ha cruzado y ha sido un villano importante de Daredevil. En la historia «Guardian Devil», cruzó el territorio de Daredevil casi empujando a Daredevil hasta el borde (como lo que generalmente se describe como tratando de hacer en Spider-Man) cuando Mysterio cree que Spider-Man es un clon en un momento dado.

## Biografía ficticia del personaje
Debutando en The Amazing Spider-Man # 13, Mysterio es Quentin Beck, un mago y especialista en efectos especiales que trabaja para un importante estudio de Hollywood con el sueño de hacerse un nombre en la industria del cine. Sin embargo, llegó a ver su carrera en efectos especiales como un trabajo sin futuro. Sus intentos de convertirse en actor fueron mal recibidos, pero se dio cuenta de que su experiencia en ilusiones podría convertirlo en un supervillano eficaz.
En su primera batalla con Spider-Man, después de que inculpa a Spider-Man por robar el Museo Midtown, Mysterio obstruye el sentido del héroe arácnido con gas y disuelve las redes de Spider-Man con un abrasivo químico. Sin embargo, Spider-Man engaña a Mysterio para que revele que robó el museo, y luego Spider-Man reveló que lo había capturado en cinta. Mysterio fue encarcelado, culpando a Spider-Man por su arruinada carrera. Mysterio más tarde se une a los Seis Siniestros en un intento de vengarse de Spider-Man, y lo combate usando robots de los X-Men. Después de este Spider-Man obtiene una carta que le permite seguir luchando contra Hombre de Arena.
Mysterio más tarde crea el alias del mundialmente famoso psiquiatra Dr. Ludwig Rinehart, usando la tecnología y la hipnosis en un intento de hacer que Spider-Man pierda la cabeza, y casi lo convence para desenmascararse, aunque irónicamente Spider-Man fue ayudado por J. Jonah Jameson que repente irrumpió en la casa. Spider-Man luego desenmascaró a Mysterio. Mysterio luego establece una breve asociación con el Mago en un complot para matar a Spider-Man y Antorcha Humana en una película de Hollywood pretendiendo inscribirlos en una película. Sin embargo, ambos fueron derrotados y arrestados. Amenaza con destruir la ciudad mientras está en la televisión, y luego convence a Spider-Man de que mide 6 pulgadas (150 mm) utilizando una sugerencia post-hipnótica y un parque de atracciones en miniatura, pero Spider-Man ve la ilusión y captura a Mysterio de nuevo.
Mientras Beck es encarcelado, su compañero de celda Daniel Berkhart se convierte brevemente en Mysterio en nombre del original. Fuera de la prisión, Mysterio ha simulado la muerte de la Tía May de Spider-Man, para que revele el paradero de una fortuna perdida escondida en su casa. Beck usó disfraces alienígenas falsos para asustar a May Parker y revelar la ubicación de la fortuna, pero luego descubrió que el dinero había sido consumido hace tiempo por los peces de plata. En su siguiente aparición, Mysterio engaña a Spider-Man para hacerle creer que había causado la muerte de un transeúnte. Mysterio luego intenta asustar a los inquilinos de un complejo de apartamentos en una estafa inmobiliaria frustrada por el equipo de superhéroes preadolescentes, Power Pack, para su posterior humillación. Él es reclutado por el Doctor Octopus para formar los segundos Seis Siniestros, y luchar contra Spider-Man.
En otros encuentros, Mysterio ha fingido la muerte de la tía May de Spider-Man, y ha hecho tratos con demonios del Limbo. A pesar de esto, sin embargo, Mysterio fue constantemente golpeado por Spider-Man y generalmente arrestado. Se unió a los Seis Siniestros del Doctor Octopus en varias ocasiones, pero esto nunca le dio la ventaja contra su enemigo que deseaba. Eventualmente, comenzó a perder credibilidad como supervillano, siendo su derrota a manos de los Power Pack un momento particularmente humillante.
Después de su último encarcelamiento, durante la historia de Daredevil: Diablo Guardián, Mysterio recibió una liberación temprana, ya que le habían diagnosticado cáncer cerebral y cáncer pulmonar, ambos causados por los químicos y la radiación de su equipo. Le dieron un año de vida, pero esta muerte inminente causó que los psiquiatras de la prisión le otorgaran una liberación temprana. Obsesionado con su venganza final contra Spider-Man, se decepcionó al deducir de artículos periodísticos que el Spider-Man actual era solo un clon y no veía dignidad en dominar una «copia» de la cosa real (aunque para entonces, el clon había sido asesinado y el Spider-Man actual era el original). Mysterio decidió cambiar su plan para concentrarse en Daredevil, a quien había encontrado recientemente durante un intento de fraude a una empresa de seguros que el Hombre Sin Miedo había frustrado, creyendo que, en Daredevil, había encontrado un 'alma gemela', en el sentido de que ambos eran segundos lugares en fama con poca reputación fuera de sus hogares.
Después de que Kingpin le proporcionara a Mysterio toda la información que poseía acerca del pasado de Daredevil, Mysterio desarrollo una elaborada trama para llevar a Daredevil a la locura. Daredevil estuvo cerca de ser manipulado para asesinar a un bebé inocente (acusado falsamente de ser el Anticristo), con la droga que hace que Daredevil se vuelva violento si alguien sugiere que el niño es inocente. En el transcurso del plan, Karen Page fue asesinada por Bullseye después de que Mysterio la había convencido de que era portadora del VIH a causa del periodo de tiempo en que había sido actriz porno, Foggy Nelson, compañero de Matt Murdock, fue inculpado de homicidio después de engañar a su pareja actual, y Daredevil estuvo al borde de perder la cordura al parecer que lo atormentaban las fuerzas del Infierno.
Sin embargo, la voluntad de Daredevil demostró ser más fuerte de lo que Mysterio esperaba, y una vez que el Doctor Strange descubre y elimina mágicamente la droga del torrente sanguíneo de Daredevil, Daredevil desenmascara a Mysterio como el cerebro, rompiendo el casco del villano con furia y revelando su aspecto ahora lánguido. Beck había pensado que Daredevil lo mataría al descubrirlo, lo que a su modo de ver era una «gran manera de terminar su espectáculo final». Daredevil le negó esto y, en cambio, descartó el plan de Mysterio como una trama básica de «película B» y calificó a Mysterio de «Xerox humano», incapaz de tener un pensamiento original en su vida; y nada más, el Kingpin ya había intentado volver loco a Daredevil y había usado la idea de «intrusión sobrenatural en nuestro mundo» en un ataque anterior contra J. Jonah Jameson. Roto en todos los sentidos de la palabra, Mysterio, diciendo que le estaba robando una idea a Kraven el Cazador, sacó un arma y se disparó a sí mismo. Aunque Mysterio ha fingido su propia muerte varias veces en el pasado, este acto fue aparentemente legítimo, ya que Mysterio literalmente no tenía ninguna razón para seguir viviendo.
Algún tiempo después, Quentin Beck aparece repentinamente en el auditorio de la Escuela Midtown High en una versión de color rojo oscuro de su traje durante la batalla de tres vías entre Spider-Man y los dos sucesores Mysterios. Se enfrenta a Francis Klum antes de dejarlo para que Berkhart se enfrente. Quentin Beck se enfrenta a la Miss Arrow, revelando que la mitad de su cabeza falta en la herida de bala y explica que, después de haber ido al infierno por suicidio, sus «superiores» lo enviaron de regreso a la Tierra para mantener un equilibrio cósmico. Sus superiores quieren que Spider-Man continúe trabajando en la escuela y Beck sabe que Miss Arrow tiene un papel similar para el «otro lado».
Berkhart y Klum luchan brevemente entre sí antes de que Spider-Man capture a Berkhart. Mientras intenta escapar, Klum corre hacia Arrow y trata de tomarla como rehén, solo para ser apuñalada por uno de sus aguijones. Luego se teletransporta, sangrando gravemente. Ni Berkhart ni Klum se han visto desde entonces. Aunque Berkhart fue encarcelado, el estado de Klum es incierto.
En The Amazing Spider-Man # 581, un flashback muestra que, antes de su suicidio, Norman Osborn había contratado a Beck para fingir la muerte de su hijo Harry.
Mysterio reaparece durante la historia de The Gauntlet, que vuelve a presentar a varios villanos de Spider-Man con nuevos giros. Este Mysterio afirma ser un Quentin Beck devuelto que había fingido su muerte, aunque no está claro cómo encaja esto con su aspecto mencionado anteriormente. Él está bajo el empleo del miembro del crimen de Maggia, Carmine, creando androides de varios fallecidos de Maggia (incluido su fallecido líder Silvermane) para darles un impulso de credibilidad en su guerra de pandillas con Señor Negativo. Beck controla el robot Silvermane y planta semillas de rebelión en Hammerhead, que había dejado la Maggia bajo la creencia de que Silvermane había fallecido. También intenta volver loco a Spider-Man haciéndole creer que ha matado accidentalmente a varios pandilleros, al tiempo que trata de convencerlo de que el Capitán George Stacy, quien afirma haber sido siempre el gánster conocido como Big Man, también fingió su muerte. Años antes, este giro hace que Spider-Man se dé cuenta de que Mysterio debe estar detrás del reciente y misterioso regreso de tantos individuos fallecidos, y se compromete a que Mysterio pague por hacerlo personal. Poco después, Mysterio usa el robot Silvermane para asesinar a Carmine en un intento de tomar secretamente el control de Maggia y su fortuna. Spider-Man finalmente expone y se enfrenta a Mysterio, quien huye. Más tarde se encuentra con Camaleón, quien le dice que tiene algunos amigos que se están «muriendo» para conocerlo.
Los «amigos» de los que habla Camaleón son los Kravinoffs. Él estuvo presente en el ritual donde Spider-Man aparentemente es sacrificado para revivir a Kraven el Cazador.
Durante la historia de El origen de las especies, Mysterio se encuentra entre los supervillanos invitados por el Doctor Octopus a unirse a su equipo de villanos, donde se le promete que recibirá una recompensa. Mysterio persiguió a Spider-Man para el bebé de Amenaza. Se las arregla para engañar a Spider-Man para que le dé el niño proyectando una imagen de la Mansión de los Vengadores y usa sus ilusiones para intentar asustar a Spider-Man. En última instancia, Spider-Man recupera al bebé de Mysterio después de descubrir la participación del villano.
Mysterio se verá luego como parte de los nuevos Seis Siniestros organizado por Doctor Octopus. Primero trabaja con Camaleón para distraer a Spider-Man y la Fundación Futura, simulando un ataque en el Caribe por piratas zombis, mientras que el resto de los Seis roban algo de la sede de los Cuatro Fantásticos. También participa en un ataque de los Seis en la Academia de los Vengadores. Cuando los Seis Siniestros lanzan un ataque contra la Inteligencia y su nueva arma del día del juicio final, Mysterio es responsable de acabar con el Fantasma Rojo y sus Súper-Simios.
Doctor Octopus y Mysterio luego coordinan a los Octobots que se han infiltrado en la Estación Espacial Apogee 1. Cuando Mysterio nota que algunos Octobots fueron desactivados, el Doctor Octopus le ordena a los Octobots que terminen su misión y luego destruyan la estación espacial. Spider-Man, Antorcha Humana y John Jameson descubren más tarde que los Octobots se han hecho cargo de los miembros de la tripulación de la estación espacial, lo que los convierte en zombis controlados por Octobot que obedecen las órdenes del Doctor Octopus. Mientras se encuentran en su base submarina, el Doctor Octopus y Mysterio descubren que sus zombis controlados por Octobot se han desmayado. Después de que la Estación Espacial Apogee 1 sea destruida y la tripulación sea evacuada por Spider-Man, Antorcha Humana y John Jameson, el Doctor Octopus le dice al resto de los Seis Siniestros que su plan maestro está a punto de comenzar.
Aunque Mysterio ayuda al Doctor Octopus en su ataque contra los Vengadores y su plan para «curar» al mundo durante la historia de Hasta el fin del mundo, acepta ayudar a Spider-Man, Silver Sable y Viuda Negra a derrotar los planes de Doctor Octopus después de que Spider-Man convenza, le dice al Doctor Octopus que no honrará ningún trato que haya hecho con los Seis, ya que casi seguramente quemará la Tierra si su plan tiene éxito. Mysterio lleva a Spider-Man y sus aliados a un templo maya donde se encuentra la base del Doctor Octopus (alegando que él era el responsable de la elección de la ubicación debido a las supuestas profecías mayas del mundo que terminaron en 2012), dejándoles enfrentar la mente controlada de los Vengadores. Después de desactivar los Octobots que controlaban a los Vengadores, Mysterio le presta a Spider-Man y Silver Sable su vehículo y les proporciona la ubicación de la base del Dr. Octopus. Luego desaparece en una nube de humo y deja a los héroes para tratar con Octavius.
Durante la historia de Spider-Men, Mysterio ha cruzado al Universo Marvel por última vez varias veces solo para encontrarse con el Spider-Man principal después de su último viaje. En la lucha, Spider-Man es transportado al Universo Ultimate, donde Mysterio revela que su contraparte Ultimate es simplemente un avatar robótico controlado de forma remota. Al negarse a permitir que Spider-Man escape, Mysterio envía un avatar robot después de Peter y el nuevo Spider-Man. A pesar de usar armas químicas para crear la alucinación de que ambos Spider-Men están luchando contra un ejército de sus mejores enemigos, la mayor experiencia de Peter le permite concentrarse en las ilusiones de Mysterio y destruir al avatar. Mysterio luego se marcha, lo que refleja que es más apropiado dejar a Spider-Man atrapado en un mundo donde está muerto, dejando que Iron Man examine su tecnología descartada. Mysterio se está preparando para cimentar su victoria destruyendo el portal y atrapando a Spider-Man en el universo Ultimate para siempre. Pero incapaz de resistir la tentación de ver cómo le está yendo a su enemigo, mantiene el portal abierto el tiempo suficiente para que Peter y los Ultimates lo capturen. A pesar de sus mejores esfuerzos para despistarlos con sus peores temores, Mysterio es derrotado rápidamente. Fury decide mantenerlo prisionero en el universo Ultimate debido a su conocimiento de la identidad secreta de Peter. Más tarde lo interrogan los Ultimates cuando Galactus se transfiere accidentalmente al universo Ultimate luego de que determinan que Galactus se origina en el mundo de Mysterio. Beck revela que los asaltos pasados de Galactus habían sido derrotados por Reed Richards de su mundo, permitiendo a los Ultimates enviar a su Reed a Tierra-616 para piratear los archivos de su contraparte en Galactus.
Ocho meses después de los eventos de Secret Wars, Mysterio ataca a Industrias Parker con la intención de usar la tecnología web de la compañía para causar histeria masiva al transmitir imágenes directamente a la mente de los usuarios del producto. El complot se ve frustrado por Deadpool, quien dirige a Mysterio con su «Dead-Buggy». Mientras se está recuperando en el hospital, una figura desconocida visita a Beck, quien deja un busto de Mysterio en la mesilla de noche del supervillano y declara que «aún no ha salido del juego». Después de que Deadpool fue manipulado para matar a Spider-Man, Mysterio tortura al héroe del Limbo. Atravesando el alma al proyectar su propio espíritu en el reino usando el poder proporcionado por un benefactor misterioso. Deadpool puede ingresar al Limbo y ayudar a Spider-Man a dominar a Mysterio, quien luego desapareció de su cama de hospital.
Después de ser derrotado por gente como Deadpool y otros superhéroes, Quentin Beck dejó el negocio de los supervillanos y se mudó a Las Vegas. Su hija Misty aparece para persuadirlo de que vuelva a ser Mysterio. Dusk muestra cierta conciencia de esto, ya que advierte a Araña Escarlata sobre Mysterio, pero cuando Reilly visita al villano, acepta la explicación de Beck de que ha decidido retirarse. Misty luego involucra a su padre en un ritual que le otorgaría un gran poder si ella sacrificara algo que realmente amaba a cambio. Pero cuando ella intentó matar a Beck, la intervención de Reilly la distrajo lo suficiente como para que Beck la apuñalara accidentalmente, lo que hizo que él ganara el poder mientras colocaba su mano izquierda en el altar mientras derramaba la sangre de Misty. Ahora que posee un poder extraído de Cyttorak, Beck recrea su disfraz de Mysterio y ataca a la Araña Escarlata. Scarlet Spider derrota a su enemigo cortando la mano que toca el altar, quitándole el poder a Beck. Aunque está implícito que algo renace a través de Misty, pero pronto se revela que Misty es en realidad una androide que Beck quería una «hija».
Mysterio más tarde creó la ilusión de una invasión alienígena que atrajo a todos los equipos de superhéroes para luchar contra ellos. Spider-Man descubrió el complot de Mysterio y lo derrotó. Mysterio declaró que quería convertirse en más que un criminal menor, ya que Spider-Man lo envió por la policía. Cuando estaba en el tribunal, Janice Lincoln apareció como la abogada de Mysterio, mientras que la visión de una entidad no identificada apareció en el juzgado que decía ser quien revivió a Mysterio.

## Poderes, habilidades y equipamiento
Quentin Beck no posee habilidades sobrehumanas, pero es un experto diseñador de dispositivos de efectos especiales e ilusiones de escenario, un maestro hipnotizador, mago, químico y robotista aficionado. Tiene un amplio conocimiento de las técnicas de combate mano a mano aprendidas como un doble de acción, lo que le permite participar en el combate con Spider-Man a pesar de las habilidades físicas superiores de su enemigo y usar sus habilidades para desviar la atención como un método adicional de defensa personal. El traje de Mysterio incluye muchos dispositivos para ayudarlo. Su casco está hecho de plexiglás unidireccional, lo que significa que puede ver hacia fuera pero nadie puede ver lo que hay dentro. El casco también incluye un suministro de aire para protegerlo de sus propios gases, sónar para navegar dentro de su capa de niebla y un proyector holográfico para crear Ilusiones 3D. Sus botas contienen resortes magnéticos que le permiten realizar saltos impresionantes y la capacidad de aferrarse a las superficies. El traje de Mysterio contiene boquillas en las botas y muñecas que pueden liberar un flujo constante de humo que protege sus movimientos. Puede mezclar otros productos químicos en esta cortina de humo para obtener varios efectos, incluido un gas que atenúa e inhibe el sentido de araña de Spider-Man, un gas que causa parálisis durante 30 minutos, un abrasivo que corroe la tela de Spider-Man, hipnógenos que hacen que los que están cerca de él sean más susceptibles a su voluntad y alucinógenos para causar alucinaciones vívidas. Una combinación de hipnógenos y alucinógenos, junto con sus proyectores holográficos, es la forma en que Mysterio logra la mayoría de sus ilusiones. El traje a veces también incluye armamento ofensivo, como láseres o boquillas de gas en los emblemas de los ojos en sus hombros, o bobinas eléctricas dentro de su capa para electrocutar a aquellos que lo tocan.

## Recepción

### Reconocimientos
- En 2009, IGN clasificó a Mysterio en el puesto 85 de su "Top 100 Comic Book Villains".[60]
- En 2014, IGN clasificó a Mysterio en el puesto 13 de su lista de los "25 principales villanos de Spider-Man".[61]
- En 2019, CBR.com clasificó a Mysterio en el puesto 16 en su lista de los "25 villanos más letales de Spider-Man".[62]
- En 2021, Screen Rant incluyó a Mysterio en su lista de los "10 mejores villanos de cómics de Spider-Man".[63]
- En 2022, The A.V. Club clasificó a Mysterio en el puesto 15 en su lista de los "28 mejores villanos de Marvel".[64]
- En 2022, Newsarama clasificó a Mysterio en el noveno lugar en su lista de "Mejores villanos de Daredevil de todos los tiempos".[65]
- En 2022, Screen Rant incluyó a Mysterio en su lista "Marvel: Los 10 villanos más peligrosos sin superpoderes"[66]y en su lista de los "15 villanos temerarios más poderosos".[67]

## Otros personajes llamados Mysterio
Después de Quentin Beck, ha habido varios otros personajes que se convirtieron en sus sucesores después de tomar su manto como Mysterio. El segundo Mysterio (Daniel Berkhart) fue creado por Gerry Conway y Ross Andru y apareció por primera vez en The Amazing Spider-Man # 141 (febrero de 1975). El tercer Mysterio (Francis Klum) fue creado por Kevin Smith y Terry Dodson, y apareció por primera vez en Spider-Man / Black Cat: The Evil That Men Do # 1 (agosto de 2002), y se convirtió en Mysterio en el último número de la miniserie. El cuarto Mysterio (llamado «Mysterion») fue creado por Christopher Yost y David López y apareció por primera vez en Avenging Spider-Man # 22 (junio de 2013).

### Daniel Berkhart
Después de que el Mysterio original aparentemente muere en prisión durante un intento de fuga, J. Jonah Jameson contrata a Daniel Berkhart, un especialista que había trabajado anteriormente con Beck, para atormentar a Spider-Man mientras afirmaba ser el fantasma de Mysterio. Después de ser derrotado por Spider-Man, Berkhart explica que Beck le había legado parte de su equipo después de su «muerte», y sintió que se lo debía a Beck para vengarse. La historia deja ambiguo si hay algo de verdad en la historia de Berkhart o si simplemente estaba ocultando el papel de Jameson en el asunto. Berkhart es arrestado, a pesar de no haber testigos de su hostigamiento a Spider-Man. Intenta obligar a Jameson a conseguir un abogado para él amenazando con revelar su participación a la policía, un hilo de la trama que nunca se resuelve.
Más tarde, después del suicidio de Beck, alguien que dice ser Mysterio aparece con la versión revisada de Seis Siniestros, haciendo referencia a su «muerte», diciendo que después de luchar contra Daredevil había salido de «la manera más espectacular». Hubo cierta confusión en la identidad de este Mysterio hasta que Spider-Man: The Mysterio Manifesto insinuó que era otra vez Daniel Berkhart. Este problema no se abordó de nuevo hasta que un Mysterio luchó brevemente contra Spider-Man y fue capturado. Berkhart fue confirmado más tarde como este segundo Mysterio por Quentin Beck.
El Jack O'Lantern luchado por el Agente Venom afirma haber matado a todos los Jack O'Lanterns anteriores, lo que deja el estado de Berkhart incierto.

### Francis Klum
Francis Klum, un mutante con la capacidad de teletransportarse, fue abusado sexualmente por su hermano mayor Garrison (el Sr. Brownstone) y obligado a usar sus poderes para ayudar a la actividad ilegal de Garrison como traficante de heroína. Cuando Garrison le administró a la heroína Gata Negra e intentó violarla, Francis decidió detener la crueldad de su hermano para siempre, teletransportarse y hacer explotar el cuerpo de Garrison.
Finalmente, aprendiendo los detalles de la relación abusiva de Francis con Garrison y su papel en la muerte de su hermano, Felicia casi convenció a Francis de que se entregara a las autoridades; pero Spider-Man, creyendo que Francis intentaba arrojar al Gato desde el puente en el que estaban hablando, atacó brutalmente a Klum. Creyendo que Felicia lo levantó, se cayó del puente, se teletransportó en mitad de la caída y sufrió lesiones físicas graves, perdiendo su pierna izquierda debajo de la rodilla.
Hambriento de venganza contra Spider-Man, se contactó con el Kingpin y compró la parafernalia de Mysterio (Quentin Beck) que ya falleció. Razonó que al usar el traje de un viejo enemigo, podía poner a Spider-Man con la guardia baja; Spider-Man supondría que sabía con quién estaba tratando hasta que Klum demostró sus poderes y era demasiado tarde para que el rastreador de la pared hiciera algo al respecto.
Sin embargo, los planes de Klum para matar a Spider-Man en Midtown High fueron interrumpidos cuando fue apuñalado en el pecho por la enfermera de la escuela, Miss Arrow y sus aguijones después de un altercado con los otros dos Mysterios (Quentin Beck habiendo regresado de entre los muertos). Klum se teletransportó a un lugar seguro, aunque Arrow (quien más tarde se reveló que era Ero, un ser compuesto por cientos de arañas) declararía más tarde que sus aguijones eran fatales para cualquiera, excepto Spider-Man. Klum no se ha visto desde entonces.

### Mysterion
Un individuo afroamericano desconocido compra el traje de Mysterio a Roderick Kingsley y se llama a sí mismo Mysterion. Él lucha contra el Superior Spider-Man (la mente del Doctor Octopus en el cuerpo de Spider-Man) y el Punisher. Mientras evita que Punisher mate a Mysterion, Superior Spider-Man captura a Mysterion y lo coloca en la contención de Hombre de Arena, Electro y Camaleón en su escondido laboratorio submarino. Más tarde, el Superior Spider-Man lo pone a la fuerza bajo control mental y lo obligan a unirse a su equipo de superhéroes de los Seis Superiores. Mysterion se escapa con los otros miembros después de haber sido liberado de la influencia de Octavius.
Más tarde, Mysterion ataca la Isla de la Libertad con un ejército de dinosaurios robots, que son derrotados por Chica Ardilla y otros superhéroes.

## Otras versiones

### Marvel 1602
El Mysterio de esta dimensión, conocido como Magus, es miembro del Siniestro Sexteto, la dimensión de los Seis Siniestros. La Red de Guerreros (versiones alternativas de Spider-Man) visitaron el Universo 1602 para tratar con el Sexteto Siniestro y capturaron al villano.

### Marvel Noir
En el universo de Marvel Noir, Mysterio es un mago de escenario que operaba bajo el título de «El Magnífico Mysterio». Debutó durante la historia de Spider-Verse donde él y su asistente Ella colaboraron con Wilson Fisk para obtener la sangre de Spider-Man después de interrogar a Ox.

### Marvel Zombies
Un Zombi Mysterio aparece con otros cinco villanos de Spider-Man intentando comer civiles, pero los seis son repelidos por Magneto y Wolverine. Se revela que de alguna manera fue infectado por el Zombi Spider-Man de esta realidad.

### Marvel Zombies Return
Una versión pasada de Mysterio de los días universitarios de Spider-Man aparece como un miembro de los Seis Siniestros y lucha contra Zombi Spider-Man. Al igual que sus compañeros, estaba horrorizado por las acciones de Spider-Man no muerto. El Zombi Spider-Man extrae partes de este cerebro de Mysterio de su cúpula y cabeza, que infecta a Mysterio con el virus zombi, lo que lo lleva a participar con otros miembros de zombis en comerse a los amigos de Spider-Man. Enfurecido, el Zombi Spider-Man lo mata.

## En otros medios

### Televisión
- Mysterio era un villano en la década de 1960 Spider-Man, con la voz de Chris Wiggins.[80] Apareció en dos episodios populares de la primera temporada de «La amenaza de Mysterio» (uno de los dos episodios de media hora de la temporada) y «El retorno del holandés errante». Mysterio también aparece en un episodio de la tercera temporada «La locura de Mysterio», aunque aparece de traje y tiene el pelo rojo y la piel verde. Él hace que Spider-Man cree que se ha encogido hasta seis pulgadas de alto por atrapándolo en un parque de atracciones. En el último episodio durante el cual, Spider-Man dice a sus pasadas aventuras de un niño, Mysterio aparece en un flashback de «El retorno del holandés errante».
- Mysterio apareció en Las nuevas aventuras de Spider-Man, episodio «El flautista de la ciudad de Nueva York» con la voz de Michael Rye.[80] Se le muestra hipnotizando a la juventud de Nueva York a través de la música especial en una discoteca falsa.
- Mysterio hizo una aparición en El Hombre Araña y sus Increíbles Amigos, episodio «Spidey va a Hollywood» con la voz de Peter Cullen.[81] El director de cine Sam Blockbuster que engaña para persuadir a Spiderman a ser la estrella en una película provistas de dispositivos que creó. Los compañeros de Spider-Man, El Hombre de Hielo y Estrella de Fuego lo ayudan a superar de sus trampas mortales que van desde un gorila gigante robótico y un tiburón robótico. Esto llevó a Mysterio para crear trampas especiales para mantener al Hombre de Hielo y Estrella de Fuego de intervenir, que incluía un androide mirar-uno-tiene gusto de sus actores favoritos. Mysterio incluso creó un duplicado del robot de Hulk para atacar a Spider-Man que terminó la lucha contra el verdadero Hulk. Después de que Hulk fue derrotado, Mysterio es detenido por Spider-Man.
- Mysterio aparece en Spiderman, la Serie Animada, con la voz de Gregg Berger.[80] Quentin Beck era un ex doble de cine y artista de efectos especiales que culpa a Spider-Man por arruinar su reputación. En su primer episodio «La amenaza de Mysterio», Mysterio inculpa a Spider-Man por diversos delitos, pero su plan se expone por Spider-Man y la detective Terri Lee y él está encarcelado. Más tarde, se convierte en un miembro de los Seis Siniestros, los episodios «Los Seis Siniestros» y «la batalla de los Seis Siniestros». En su última aparición en la serie «The Haunting of Mary Jane Watson», Mysterio crea un estudio en secreto con la intención de derrotar a Spider-Man allí. Después de salir de la prisión, él ayudó a Spider-Man en su búsqueda de Mary Jane Watson a través de su estudio. Spider-Man descubre que Mysterio estaba enamorado de una exactriz (Miranda Wilson), quien fue herida de muerte por un accidente de filmación el día que Spider-Man expuesta a Beck y se salvó solo por la tecnología cibernética de Quentin. Miranda planeó todo el secuestro de cajas móviles con el aspecto similar a Mary Jane utilizando una máquina desarrollada por Mysterio, Mysterio ha explicado, que fingió la máquina y sólo lo construyó para dar su esperanza de un nuevo cuerpo. Devastada, Miranda estableció el estudio de explotar, Spider-Man salvó a Mary Jane, pero Mysterio fue atrapado en la explosión, junto a Miranda hasta el final. En la historia de cinco partes «Seis Guerreros Olvidados», Kingpin contrata a los Seis Siniestros de nuevo con Buitre, en sustitución de Mysterio.
- Mysterio aparece en El Espectacular Hombre Araña con la voz de Xander Berkeley.[80] En el episodio «Persona», Quentin Beck era una película de efectos especiales de expertos y doble de cine que con el tiempo se convirtió en uno de los secuaces del Camaleón junto a Phineas Mason. Después de que Camaleón se hace pasar por Spider-Man, utilizando tecnología de efectos especiales de Beck, y va en una serie de crímenes, el grupo se toman por el verdadero Spider-Man (negro) y la Gata Negra. Quentin asume la identidad de Mysterio en la segunda temporada, episodio «Planos». Roba tecnología de Tricorp y Oscorp, pretendiendo ser un mago «Salva» el hombre tipo de tecnología. Él derrota a Spider-Man dos veces, pero Spidey descubre su guarida y lo derrota después de darse cuenta de que él no usa la magia, pero la tecnología y las ilusiones, la tecnología en sí misma no es una amenaza, mientras que las ilusiones no podían engañar el sentido arácnido de Spiderman. Mysterio es aparentemente llevado a la cárcel, pero al final, se revela que era en realidad un robot hecho a imagen de Beck; cuando se le preguntó por qué lo hacía él indicó que él no quería que otras personas tomen el crédito por su actuación como Mysterio. El verdadero Mysterio también se revela estar trabajando con la Tinkerer para el maestro planificador enigmática. Él regresa en el episodio «Refuerzo» como parte de los nuevos Seis Siniestros. Ataca a Spider-Man junto a Kraven el cazador, y el trío terminan en un centro comercial. En realidad no luchar, pero ayuda a Kraven el cazador con duplicados robot de sí mismo. Cuando Kraven es derrotado por uno de los robots que estallan, Mysterio trata de escapar, pero es detenido por el fluido web de Spidey quien se aseguró de que Mysterio no era un robot de este tiempo. Después de él desenmascarar, Spider-Man cuestiona a Quentin Beck sobre quién es Master Planner. Es detenido por la policía, mientras que los otros villanos fueron extraídos por el Tinkerer. En el episodio «crisis de identidad», el reportero Ned Lee está entrevistando a Beck cuando Peter Parker se rumoreaba que era Spider-Man. Beck afirma que espera que Parker es Spider-Man y que una gran cantidad de gente en la cárcel sabría qué hacer con esa información. En el episodio «La noche de apertura», sin embargo, se revela que el Quentin que fue encerrado en la cámara acorazada era en realidad un robot que puede cambiar entre Quentin y Mysterio (desde Montana (Shocker) sabía cómo hacer esto lo que implica que los dos eran en una alianza). Los ayudantes robóticos de Mysterio. los otros villanos en la Bóveda en luchar contra Spider-Man, pero se destruye accidentalmente por Molten Man. El verdadero paradero de Quentin permanece sin revelar.
- Mysterio aparece en la cuarta temporada de Ultimate Spider-Man vs. Los Seis Siniestros, con la voz de Paul Scheer.[82]
  - En el episodio 24, «Fiestas con Luna Llena»,[83] Quentin Beck es retratado como un viejo enemigo de Spider-Man y el ex mago de la etapa que se presume muerto después de un encuentro con Spider-Man, cuando se cayó del puente de Brooklyn. Spider-Man se zambulló en el río y sólo encontró el casco de Mysterio en el fondo del río mientras su cuerpo no se encuentra en ninguna parte. Desde ese incidente, Spider-Man entregó su casco al Doctor Strange para su custodia en el Sanctorum. Después de su muerte, su hija Francis Beck (con la voz de Mary Kate Wiles),[84] utiliza su casco en un intento de vengarse de Spider-Man como Mysterio femenina sólo para descubrir que el alma de Quentin Beck está atrapada dentro del casco. Recordando el Doctor Strange, el dicho de «el enemigo del enemigo» es mi amigo, Spider-Man lanza el hechizo que le permitiría a Francis como perseguidora del Caballero Luna para entrar cuando se trata de Mysterio convocar a los malos duendes, hombres de jengibre gigantes, monstruos de nieve creados a partir de los muñecos de nieve y juguetes animados. Usando una varita específica que la Luna le dijo que manejara, apuñala el casco con la varita. Spider-Man pretende seguir la Luna diciéndole al Caballero Luna que libere a Francis del control del casco. Después de terminar dentro del casco donde ve a Quentin en el casco como resultado de un trato con Dormammu. Como Quentin afirma que su alma está perdida, Spider-Man persuade a Quentin para no darse por vencido. Como resultado, Quentin Beck, Francis Beck y Spider-Man vuelven a la realidad. Quentin y Francis asisten a una cena con la tía May junto a Spider-Man y Caballero Luna.
  - En el episodio 26, «Día de Graduación, Parte 2», se ve de cameo a Francis como la nueva Mysterio en asistir a la academia S.H.I.E.L.D. en el Triskelion.
- Mysterio aparece en Spider-Man, expresado por Crispin Freeman.[85] En el episodio «Bring on the Bad Guys» Pt. 2, está entre los villanos que aprovechan la generosidad de la misteriosa persona en Spider-Man. Mysterio usa las ilusiones de Spider-Man en un escenario de diversión que involucra al Capitán América luchando contra Hydra, panteras negras holográficas junto a la propia pantera negra de Mysterio, un robot doble en la Casa de los Espejos y un camino lleno de hojas de sierra. Utilizando el doble robótico para engañar a Mysterio, Spider-Man empuja a Mysterio mientras no puede obtener respuestas sobre quién otorgó la recompensa y lo deja para la policía.

### Cine
- Jeffrey Henderson, quien trabajó en los storyboards de lo que habría sido Spider-Man 4, confirmó en 2016 que Bruce Campbell, quien hizo varios cameos en películas anteriores de la saga dirigida por Sam Raimi, sería quien interpretaría a Mysterio en las escenas iniciales de la entrega donde Mysterio sería un villano menor.[86][87]
- Dos encarnaciones de Mysterio desplazadas en un universo alternativo hacen cameos sin hablar en Spider-Man: Across the Spider-Verse como prisioneros de la Sociedad Araña.

### Universo cinematográfico de Marvel
Quentin Beck / Mysterio aparece en los medios de acción en vivo ambientados en el Universo cinematográfico de Marvel (UCM o MCU), interpretado por Jake Gyllenhaal.
- Hace su debut como el antagonista principal en Spider-Man: lejos de casa (2019). Esta versión es un ex científico de Industrias Stark que desarrolló la tecnología holográfica que Tony Stark mostró en Capitán América: Civil War (2016) y apodó BARF (Binary Augmented Retro-Framing). Enfadado con Stark por «robar» su invento, Beck fue despedido por su naturaleza inestable antes de jurar venganza y unir fuerzas con otros ex empleados de Industrias Stark con ideas afines para aprovechar el vacío de poder que quedó tras la muerte de Stark en Avengers: Endgame, fabricó los Elementales usando drones equipados con tecnología holográfica y fabricó una historia de fondo para las ilusiones; alegando que las entidades y el propio Beck eran de otro universo. Para construir su reputación y legitimarse a sí mismo como un héroe de «nivel de los Vengadores», Beck une fuerzas con un Talos desconocido disfrazado de Nick Fury y Spider-Man (cuyos compañeros de clase le dieron el apodo de «Mysterio») para «derrotar» a los Elementales alrededor del mundo mientras se vincula con este último para ganarse su confianza y adquirir un dispositivo que Talos le dio en nombre de Stark. Una vez que Spider-Man le entrega dicho dispositivo, E.D.I.T.H., hacia él, Beck se dispone a cumplir su plan maestro. Sin embargo, cuando se entera de que Spider-Man rompió un proyector holográfico de uno de los drones, decide a regañadientes matar a cualquiera que pueda revelar su secreto, incluido Spider-Man. Usando una pelea en Londres entre su personaje holográfico y un monstruo de Fusión Elemental como distracción, Beck intenta llevar a cabo este plan, pero es frustrado cuando el joven héroe destruye sus drones y recupera a E.D.I.T.H. de él. Durante la pelea, uno de los drones dispara y mata accidentalmente a Beck. Sin embargo, sin que Spider-Man lo supiera, uno de los asociados de Beck descargó los datos de los drones y modificó las imágenes para demonizar a Spider-Man, revelar su identidad y hacer póstumamente que Beck se viera como un héroe antes de enviar dichas imágenes a J. Jonah Jameson de TheDailyBugle.net para mostrar al mundo, para consternación de Spider-Man y Michelle Jones.
- Beck reaparece en Spider-Man: No Way Home (2021), con Gyllenhaal repitiendo brevemente su papel a través de imágenes de archivo.[89]Aunque los cargos contra Spider-Man por la muerte de Beck se retiran gracias a su abogado Matt Murdock, el primero y sus amigos luchan con la publicidad negativa de la prensa, Jameson y las personas que creen que Beck era un héroe, lo que los llevó a ser rechazados del MIT y resultar en Spider-Man buscando la ayuda de Stephen Strange para hacer que el mundo olvide su identidad; por lo tanto, deshaciendo la victoria de Beck sobre Spider-Man.
- Las imágenes completas de Beck exponiendo la identidad secreta de Spider-Man reaparecen en la serie web The Daily Bugle, con Gyllenhaal retomando su papel a través de imágenes de archivo una vez más.
- Una variante alternativa de Quentin Beck aparece en el episodio de What If...?, "What If... the Emergence Destroyed the Earth?", con la voz de Alejandro Saab.[90]Esta versión se convirtió en el gobernante de lo que queda de la Tierra después de que el Surgimiento la destruyera años antes de que los Eternos la detuvieran. Beck es ayudado por la Federación de Hierro, un ejército de drones compuesto por Tecnología Estelar y liderado por White Vision. Muriendo lentamente debido a que los nanites potencian sus ilusiones, él envía a la Federación de Hierro a través de los restos de la Tierra para acabar con cualquier movimiento de resistencia en su contra. Finalmente, él es derrotado al final por Riri Williams, quien se fusiona con los restos de White Vision y cierra la Federación de Hierro, poniendo fin al imperio de Beck, mientras Beck, ahora impotente, sucumbe a su enfermedad y muere.

### Videojuegos
- Mysterio aparece en el juego Spider-Man Questprobe.
- Mysterio aparece como el primer jefe de The Amazing Spider-Man para Game Boy.
- Mysterio aparece como el jefe final en la secuela de The Amazing Spider-Man 2.
- Mysterio aparece en la versión Sega CD de The Amazing Spider-Man vs. The Kingpin.
- Mysterio aparece en Spider-Man: Mysterio's Menace.
- Quentin Beck/Mysterio aparece en Spider-Man (2000), con la voz de Daran Norris.[91]
- Mysterio aparece en el videojuego Spider-Man 2 (2004), con la voz de James Arnold Taylor.[92]
  - En la versión para consolas domésticas, Beck aparece por primera vez como un ex artista de efectos especiales que busca demostrar que Spider-Man es un fraude desafiándolo a una serie de "juegos", que finalmente pierde. Humillado y en problemas con la policía porque sus juegos permitieron escapar a varios criminales, Beck asume la identidad de Mysterio, un extraterrestre que ha venido a conquistar la ciudad de Nueva York con su ejército de robots. Sin embargo, Spider-Man frustra sus aviones y revela su farsa. Más tarde, mientras intenta robar una tienda de conveniencia, Mysterio es fácilmente derrotado por Spider-Man y desenmascarado, lo que lleva a su arresto.
  - En la versión para PC, Mysterio es contratado por el Doctor Octopus para distraer a Spider-Man creando una enorme ilusión de una Nueva York flotante. Aunque finalmente es derrotado por el lanzador de telarañas, evita ser capturado a través de una ilusión de sí mismo.
  - En la versión de PSP, después de que escapara accidentalmente de la prisión por Rhino, Mysterio toma rehenes, pero finalmente es derrotado por Spider-Man y arrestado.
- Mysterio aparece en Spider-Man: Shattered Dimensions con la voz de David Kaye.[93]Intenta robar un artefacto llamado Tableta del Orden y el Caos y venderlo en el mercado negro, pero Spider-Man llega para detenerlo. Después de una breve batalla entre los dos, la tableta se rompe en 17 fragmentos, la mayoría de los cuales son enviados a tres realidades alternativas.[94]Después de escapar con uno, Mysterio descubre que le otorga poderes mágicos reales. Mientras busca los otros fragmentos, toma como rehén a Madame Web y obliga a Spider-Man y a tres de sus homólogos alternativos a encontrarlos. Una vez que lo hacen, Mysterio absorbe la tableta recreada y se convierte en un ser divino antes de destruir la realidad para poder recrearla a su imagen. Sin embargo, sin darse cuenta permite que Madame Web reúna a los cuatro Spider-Men y lo derrote; quitándole el poder y restaurando la realidad antes de que el Spider-Man original lleve a Mysterio a prisión.
- Quentin Beck/Mysterio aparece como un personaje jugable en Lego Marvel Super Heroes,[95]con la voz de David Sobolov.[96]
- Mysterio aparece como personaje jugable en Marvel Future Fight.
- Mysterio aparece como personaje jugable en Marvel Contest of Champions.[97]
- Quentin Beck/Mysterio aparece como personaje jugable en Lego Marvel Super Heroes 2.[98]
- Quentin Beck / Mysterio aparece en Marvel's Spider-Man 2 (2023), con la voz de Noshir Dalal.[99]Esta versión ha reformado y abierto lugares de entretenimiento de realidad virtual en toda Nueva York llamados "Mysteriums" junto con sus dos asistentes, Betsy Schneider y Cole Wittman. Sin embargo, Miles Morales descubre que los Mysterium están atrapando a los visitantes en su interior. Además, Schneider afirma que Beck podría estar volviendo a sus costumbres criminales. Después de cerrar los Mysteriums, Morales descubre además que Schneider y Wittman eran los responsables y tenían la intención de incriminar a Beck antes de que Morales los someta y los arreste.[100]